# Rozvodna Albrechtice
Rozvodna Albrechtice (zkratkou ALB) se nachází na území obce Albrechtice asi 4 km východně od Havířova, v okrese Karviná v Moravskoslezském kraji. Je jednou ze čtyř rozvoden na 400 kV v kraji. Provozuje se v napěťových hladinách 400 a 110 kV.

## Význam
Rozvodna Albrechtice patří k nejvýznamnějším rozvodnám v Moravskoslezském kraji. Část 400 kV provozuje ČEPS, a.s, část 110 kV provozuje ČEZ. Do rozvodny je přiváděna elektřina z tepelné elektrárny Dětmarovice.

## Historie
Rozvodna byla založena v roce 1970 pro zlepšení dodávek elektřiny v Havířově a okolí. Do rozvodny byla připojena linka 400 kV z Nošovic.

## Popis

### Napěťové hodnoty
Rozvodna je provozována v napěťových hodnotách 400 kV a 110 kV. Hladinou 400 kV jsou spojeny rozvodny Nošovice a polská rozvodna Dobrzeń. Na hladině 110 kV je jedním dvojitým vedením přiváděn vyrobený výkon z elektrárny Dětmarovice.

### Transformátory
Transformace 400/110 kV je zajištěna dvěma třífázovými transformátory.

### Vedení
Do rozvodny jsou zaústěna následující vedení:

#### Vedení 400 kV – ZVN – zvláště vysoké napětí
- Jednoduché vedení V460 Nošovice - Albrechtice
- Jednoduché vedení V443 Albrechtice – Dobrzeń (PL)